# Quanta (журнал)
Quanta, або Quanta Magazine — редакційно незалежне інтернет-видання фонду Джеймса Гарріса Саймонса, яке охоплює такі тематики, як фізика, математика, біологія та інформатика.
Статті журналу вільно доступні для читання в Інтернеті. Статті журналу Quanta передруковувалися в декількох відомих виданнях науково-популярного та загального спрямування, таких як Scientific American, Wired,, The Atlantic і The Washington Post, а також у деяких міжнародних наукових виданнях, наприклад — Spektrum der Wissenschaft.
Журнал Undark описав Quanta Magazine як «високо оцінюваний за його майстерне висвітлення складних тем у науці та математиці». Агрегатор наукових новин RealClearScience присудив журналу Quanta перше місце у своєму списку «10 найкращих вебсайтів про науку 2018 року».

## Історія
Спершу, в жовтні 2012 року, журнал Quanta публікувався під назвою Simons Science News, але в липні 2013 року його перейменували на Quanta Magazine. Його засновником став колишній журналіст New York Times Томас Лін, який тепер є головним редактором журналу. Джон Ренні та Майкл Моєр, які раніше працювали в Scientific American, виконують функції заступників редактора. Серед відомих авторів журналу — К. К. Коул, Робберт Дікграаф, Ден Фолк, Кевін Гартнетт, Еріка Кларрейх, Джордж Массер, Дженніфер Оллетт, Френк Вільчек, Наталі Волковер та Карл Ціммер.
У листопаді 2018 року видавництво MIT Press випустило дві збірки статей журналу Quanta — Alice and Bob Meet the Wall of Fire та The Prime Number Conspiracy.